# Wieruszów
Wieruszów là một thị trấn thuộc huyện Wieruszowski, tỉnh Łódźkie ở trung tâm Ba Lan. Thị trấn có diện tích 6 km². Đến ngày 1 tháng 1 năm 2011, dân số của thị trấn là 8595 người và mật độ 1440 người/km².